# Самойленко Григорій Васильович
 Григо́рій Васи́льович Само́йленко (1 травня 1935, Нові Петрівці — 2 лютого 2025, Ніжин) — український філолог і літературознавець, заслужений діяч науки і техніки України, доктор філологічних наук (1988), професор (1989).

## Життєпис
Народився в селі Нові Петрівці Вишгородського району Київської області.
Служив на Північному флоті. У 1963 році закінчив філологічний факультет Київський державний університет ім. Т. Г. Шевченка, учень професора Ісая Заславського. Працював до 1967 року у Згурівській школі-інтернаті.
З 1970 року — на викладацькій роботі: декан філологічного (історико-філологічного) факультету (1972—1974, 1988—2004), завідувач кафедри російської та зарубіжної літератури (1974—1988), історії культури (1991—2003), світової літератури та історії культури Ніжинського державного університету імені Миколи Гоголя (з 2003 р.).
Засновник і відповідальний редактор наукового збірника «Література та культура Полісся» (1990), «Наукові записки. Філологічні науки» (1997).

## Наукова діяльність
У 1971 році захистив кандидатську дисертацію «Віршована сатира і гумор періоду Великої Вітчизняної війни».
У 1988 році захистив докторську дисертацію «Літературно-критична діяльність О. О. Фадеєва й розвиток радянської критичної думки 1920-50-х років» (за спеціальністю 10.01.02 — радянська багатонаціональна література).
Автор близько 600 наукових праць, близько 90 монографій, підручників і посібників.
Основне спрямування наукових досліджень — російська і українська література XIX-ХХ ст., гоголезнавство, історія науки і культури України, культурно-художнє краєзнавство, бібліографія. Сформував науковий напрямок, пов'язаний з регіональним вивченням культури Північного Лівобережжя.

## Нагороди і почесні звання
- Медаль «Ветеран праці» (1980)[4];
- Відмінник народної освіти Казахстану (1980)[4];
- Відмінник народної освіти України (1982)[4];
- Знак «За відмінні успіхи в роботі» Міністерства вищої освіти СРСР (1984)[4];
- Медаль «За трудову доблесть» (1986)[4];
- Медаль А. С. Макаренка (1990)[4];
- Почесний громадянин міста Ніжина (1999)[4];
- Лауреат літературної премії імені М. Коцюбинського (1999)[4];
- Заслужений діяч науки і техніки України (2006)[4];
- Медаль М. Гоголя (2009)[4];
- Знак «За наукові досягнення  МОН України» (2009)[4];
- Лауреат міжнародної літературної премії ім. М. Гоголя «Тріумф» (2010)[4];
- Заслужений працівник НДУ імені Миколи Гоголя (2010)[4];
- Лауреат премії імені Георгія Вороного (2011)[4];
- Орден «За заслуги» ІІІ ступеня (2012)[5];
- Державна літературно-мистецька премія ім. М.Гоголя (2013)[4];
- Орден Святих Кирила і Мефодія (2015)[4];
- Орден «За заслуги» ІІ ступеня (2016)[6];
- Лауреат літературно-мистецької премії ім. Л. Глібова (2016)[4];
- Премія імені Петра Тронька (2020)[7]
- Довічна державна стипендія як «видатному діячу освіти» (із 2020)[8];
- Міжнародна літературно-мистецька премія імені Григорія Сковороди (2024).

## Вибрані праці[4]
1. Страницы литературной жизни Черниговщины XII—XVIIІ веков.  Нежин: НГПИ. 1992. 62 с.
2. Нежинская филологическая школа. 1820—1990.  Нежин: НГПИ. 1993.  173 с.
3. Вчені-філологи Ніжинської вищої школи.  Ніжин: НДПІ. 1993.  336 с.
4. Марія Заньковецька і театральне життя Ніжина.  Ніжин: НДПІ. 1994.  56 с.
5. Марія Заньковецька як театральний та громадський діяч України.  Ніжин; НДПІ. 1994.  100 с. (Співавтори І. М. Гадабутська, Н. Г. Бабанська).
6. Нариси культури Ніжина.  Ч. 1 : Література.  Ніжин. 1995.  100 с.
7. Нариси культури Ніжина.  Ч. 2 : Театральне та музичне життя в XVІІ-XX ст.  Ніжин. 1995.  166 с.
8. Театральне та музичне життя в Ніжині в XVIIXX ст.  Ніжин. 1995.  156 с.
9. Ніжинський педагогічний інститут їм. М. В. Гоголя.  Ніжин. 1995.  24 с.
10. Ніжинська вища школа. 1820—1995.  Ніжин. 1995. 158 с.
11. Ніжинський драматичний театр ім. М. Коцюбинського.  Ніжин. 1996.  107 с. + 24 с. фото.
12. Нариси культури Ніжина.  Ч. З: Освіта та наука.  Ніжин. 1996.  256 с.
13. Розвиток освіти та науки в Ніжині в XVII—XX ст.  Ніжин. 1996. 268 с. (Співавтори О. Г. та С.І . Самойленко).
14. Нариси культури Ніжина.  Ч. 4.  Ніжин. 1998.  108 с.
15. Забудова Ніжина та архітектурні пам'ятки XVІІ-XX ст.  Ніжин. 1998.  110 с. (Співавтор С. Г. Самойленко.)
16. Нариси культури Ніжина.  Ч. 5.  Ніжин. 1998.  144 с. + 16 с. іл.
17. Громадсько-культурне та літературне життя Чернігова кінця XIX  поч. XX ст.  Ніжин. 1999.  120 с.
18. Пилип Морачевський  - поет, драматург, перекладач.  Ніжин. 1999.  84 с.
19. Ніжинський державний педагогічний університет імені Миколи Гоголя.  Ніжин. 1999.  278 с. з іл. (Співавтор О. Г. Самойленко.)
20. Михайло Глінка і Україна.  Ніжин: ТОВ «Наука-сервіс», 2000.  72 с. + 40 іл. та фото.
21. Ніжинська вища школа: від Гімназії вищих наук до університету.  Ніжин. 2000.  288 с. з іл. (Співавтор О. Г. Самойленко.)
22. Краєзнавство культурно-мистецьке та літературне.  Ніжин. 2001.  150 с.
23. Нежин  город юности Гоголя.  Ніжин. 2002.  268 с. с ил.
24. Ніжине мій… Історія і сучасність тисячолітнього міста.  Київ: Парламент вид., 2002.  132 с.
25. Літературне житія Чернігівщини XII—XX ст.  Ніжин. 2003.  328 с.
26. Культура Чернігівщини XI -  першої пол. XVII ст.  Ніжин. 2004.  92 с. (Співавтор О. Г. Самойленко.)
27. Марія Заньковецька і Поліський край.  Ніжин. 2004.  160 с.
28. Ніжинська вища школа: сторінки історії.  Ніжин Аспект-Поліграф, 2005.  420 с. (Співавтор О. Г. Самойленко.)
29. Пилип Семенович Морачевський (до 200-ліття від дня народження педагога і письменника).  Ніжин: Медіус. 2006.  95 с.
30. Розвиток культури на Північному Лівобережжі України в др. пол. XVII—XVII ст.  Ніжин. 2007.  241 с. (Співавтор С. Г. Самойленко.)
31. Музей Николая Гоголя в Нежине.  Ніжин: Вид-во НДУ ім. М. В. Гоголя. 2008.  103 с.
32. Творча спадщина Гоголя на перетині епох.  Ніжин: Вид-во НДУ ім. М.В Гоголя. 2009. 210 с.
33. Гоголь в XX веке. Европа, Средняя Азия, Закавказье: тематико-библиографический указатель. Нежин: Изд. НДУ им. Н. Гоголя.  2009.  481 с.
34. Николай Гоголь и Нежин.  Ніжин: Аспект-Поліграф, 2008.  316 с.
35. Святкування ювілею Миколи Гоголя в Ніжині (200-річчя від дня народження).  Ніжин: Вид-во НДУ ім. Миколи Гоголя. 2010.  140 с.
36. Театри і актори Північного Лівобережжя.  Ніжин: Вид-во НДУ ім. Миколи Гоголя. 2010.  200 с.
37. Літературне життя Чернігівщини ХІІ-ХХ ст.  Ніжин: Вид-во НДУ ім. Миколи Гоголя. 2010.  328 с.
38. Храм знань і духовної величі. До 200-річчя Ніжинської вищої школи.  Ніжин: Вид-во НДУ ім. М. В. Гоголя. 2010. 40 с.
39. Ніжин  місто європейське. Чернігів. 2010.  72 с.
40. Леонід Глібов у колі сучасників. Ніжин. Вид-во НДУ. 2011. 128 с.
41. Літературне життя Чернігівщини ХІІ-ХХ ст. Чернігів: вид. у справах преси. 2011.  328 с.
42. Культурне життя в Ніжині у ХУІІ-ХУІІІ ст. Ніжин. Вид-во НДУ. 2012. 219 с.
43. Нежинский список второго тома «Мертвих душ». Нежин. НДУ. 2012. 360 с.
44. Хроника написания второго тома «Мертвих душ». Н. Гоголя. Нежин. НДУ. 2012. 162 с.
45. Вища педагогічна освіта і наука України: історія, сьогодення та перспективи розвитку. Чернігівська обл.  Київ: Знання України. 2012.  419 с. (у співавторстві).
46. Т. Шевченко і Ніжинська вища школа. Ніжин. 2013.  120 с.
47. Розвиток художньої культури на Чернігівщині у ХІХ — поч. ХХ ст. : Монографія. Вид-во. НДУ імені Миколи Гоголя. Ніжин. 2015. 460 с.
48. Ніжинська вища школа у спогадах студентів та викладачів (монографія у 2-х томах). Вид. НДУ імені Миколи Гоголя.  Ніжин. 2015. 1 т. 508 с.; 2 т. 530 с. (у співавторстві).
49. Пилип Морачевський і Ніжин: Монографія. Ніжин: Вид-во НДУ. 2016. 108 с.
50. Самойленко Г. В. Академік Федір Арват. Наука творити добро. Спогади, публікації. Ніжин: НДУ. 2018. 194 с. (у співавторстві).
51. Поляки в Ніжині та їх роль у розвитку культури міста (ХVІІ-ХХІ століття). Ніжин. 2019. 210 с. (у співавторстві).
52. Повість Миколи Гоголя «Тарас Бульба» в українському текстологічному, соціологічному та мистецькому вимірах: Монографія. Ніжин: Вид-во НДУ. 2018. 261 с.
53. Храм знань і духовної величі. 200 років НДУ. Ніжин. Вид-во ПП Лисенко М. М. 2020. 40 с. (у співавторстві).
54. Микола Гоголь і Україна. Енциклопедія. Ніжин. Вид-во М. М. Лисенка. 2020. 700 с.
55. Ніжинська вища школа в життєвих та творчих долях її випускників. Т. 1 (1820—1920). Ніжин. Вид-во НДУ імені Миколи Гоголя. 2020. Т. 1. 368 с.
56. Ніжинська вища школа в життєвих та творчих долях її випускників. Т. 2 (1920—2020). Ніжин. Вид-во НДУ імені Миколи Гоголя. 2020. Т. 2. 463 с.